# Pjotr Nyikolajevics Vrangel
Pjotr Nyikolajevics Vrangel báró (oroszul: Барон Пётр Никола́евич Вра́нгель, németül Freiherr Peter von Wrangel, Novoalekszandrovszk, 1878. augusztus 27. - Brüsszel, 1928. április 25.) az orosz cári hadsereg tisztje, az első világháború után pedig az antibolsevista (ún. „ellenforradalmi”) erők parancsnoka volt. Katonai pályafutását közlegényként kezdte és szolgálata során részt vett többek között az orosz–japán háborúban és az első világháborúban is. Az októberi forradalmat követően fokozatosan az antibolsevista fehér hadsereg vezéregyénisége lett. A végül teljes túlerőbe kerülő Vörös Hadsereg elől seregeit sikeresen török területre evakuálta. Az ezt követő külföldi emigrációja során az orosz monarchista államrendszer visszaállításán fáradozott.

## Élete
Pjotr Nyikolajevics Vrangel 1878. augusztus 27-én született Novoalekszandrovszkban, egy balti német és svéd eredetű család gyermekeként. Tanulmányai befejezése után közkatonaként belépett egy lovasezredbe, majd frontszolgálatot látott el az orosz–japán háború során egy bajkálontúli kozák egységben. 1910-ben elvégezte a vezérkari akadémiát és az első világháború során egy lovas hadtest vezetésével bízták meg. Az 1917-es eseményekben nem játszott jelentős szerepet, de az októberi forradalmat követően a krími térségbe távozott, ahol a helyi bolsevikok letartóztatták és majdnem kivégezték.
1918 augusztusában belépett a Mihail Alekszejev tábornok által vezetett antibolsevista önkéntes seregbe és Anton Ivanovics Gyenyikin alatt a kaukázusi hadsereg élére került. Ez főként kozákokból állt. Ebben a szerepkörben sikeres offenzívát vezetett a Vörös Hadsereg ellen a Volgánál, 1919 júliusában pedig elfoglalta Caricint. Időközben a kapcsolata véglegesen megromlott az általa (a származása miatt) lenézett Gyenyikinnel. 1919 őszén, a moszkvai offenzíva stratégiáját illetően vad vita tört ki köztük és Vrangelt összeesküvéssel vádolták meg. Leszerelése után száműzetésbe vonult, amelyet Konstantinápolyban töltött.
Gyenyikin erőfeszítéseinek meghiúsulása után Vrangelt visszahívták és számos rangidős tábornok támogatásának köszönhetően 1920 márciusában kinevezték a fehér hadsereg dél-oroszországi erőinek élére. Ezzel átvette az ellenfele beosztását. Politikai vezetőként nem tűrt ellentmondást. A liberálisokkal szemben bizalmatlan volt és mindvégig meggyőződéses monarchista maradt. Ez utóbbi ellenére - ha megkésve is - a lakosság támogatásának elnyerése érdekében radikális földreformmal próbálkozott. Ezzel egyben megpróbálta az antant támogatását is visszaszerezni.
Parancsnokként a keménykezű vezetés híve volt és sikeresen újjászervezte a hadsereget, amelyet Orosz Hadseregnek nevezett el. Egy parancsnokságot illető vita azonban lehetetlenné tette a Józef Piłsudskival való szövetségét. Bár 1920 nyarán még sikereket könyvelhetett el, októberben a bolsevikok fegyverszünetet kötöttek Lengyelországgal. Az így felszabaduló erők lehetővé tették a Vörös Hadsereg számára, hogy az immár fölényben lévő erőit a déli területekre koncentrálhassa és Vrangel hadseregét visszaszorítsa a krími térségbe.
1920 novemberében Vrangel figyelemre méltóan szervezett és rendezett evakuálást hajtott végre, amelynek eredményeként (a segéderőkkel együtt) 150 000 fő jutott el az antant irányítása alatt álló török területekre. A brit közigazgatás hozzáállása azonban végül a csapatok szétszóródásához vezetett. Ennek ellenére a közös tapasztalatok, az antanttal szembeni neheztelés és a Vrangel által 1924-ben alapított Orosz Összkatonai Unió segített az egységesség megőrzésében. Az Unió segítségével Vrangel anyagi és szociális támogatást szeretett volna nyújtani a katonái számára, hogy megőrizze harckészültségüket és hűségüket mialatt a monarchistákat és a köztársaságpártiakat egyesíti. 1924-ben elismerte Nyikolaj Nyikolajevics nagyherceg trónigényét. 1928. április 25-én hunyt el Brüsszelben. Halála időpontjában ő és társai a kommunista diktatúra megdöntésére irányuló szervezetek megalkotásán fáradoztak, amelyeket a Szovjetunióba küldtek volna.  Gyermekei szerint halálát az okozta, hogy a szovjet titkosrendőrség megmérgezte. Földi maradványait végül a belgrádi Szentháromság-templomban helyezték örök nyugalomra.